# Lectura de viva veu

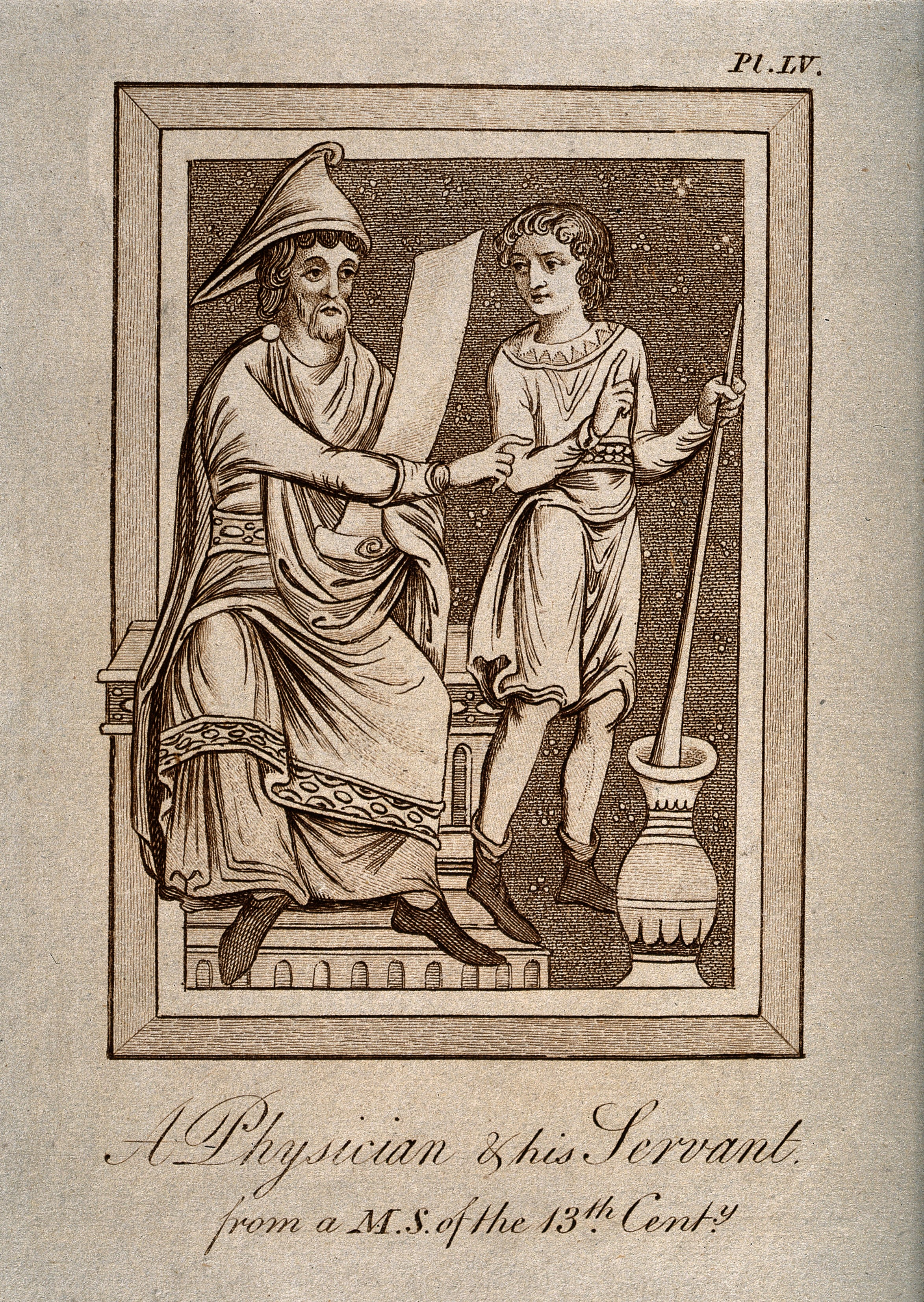
Un metge llegeix una recepta al seu assistent. Gravat d'un manuscrit del.

La lectura de viva veu és el fet de llegir en veu alta, el contrari de la lectura silenciosa. Hi ha nombrosos indicis que apunten que antigament, a l'hora de llegir, hom ho feia generalment en veu alta —la forma de lectura més difosa a l'antiguitat clàssica, segons Guglielmo Cavallo i Roger Chartier. La lectura silenciosa, per tant, era una pràctica força desconeguda fins a punt determinat de la història. En aquest article, analitzarem aquest fenomen des de la Grècia clàssica, fins al període medieval, passant per l'antiga Roma, fins a la popularització definitiva de la lectura silenciosa.

## A la Grècia clàssica
Jesper Svenbro apunta la hipòtesi que la cultura grega de l'època clàssica, de tradició oral, encara practicava la lectura de viva veu. Aquest autor considera probable que en èpoques anteriors també es dugués a terme aquesta pràctica oralment i, per tant, que la lectura en veu alta constitueixi la forma primera i original de lectura de la humanitat. De fet, dels diversos verbs que en grec antic significaven llegir, la majoria tenien implícita la idea d'oralitat.
El lector, doncs, no era més que un mer instrument que prestava la seva veu al text a fi que el missatge arribàs als destinataris, que eren anomenats oients. En aquest sentit, Cavallo i Chartier afirmen que, tot i que la lectura individual no era desconeguda, l'acte de la lectura era majoritàriament un acte social que es duia a terme en grup. Resulta lògic suposar, per tant, que, en aquests grups de lectura, l'acte de llegir es realitzava generalment de manera oral.
A més, l'ús de la scriptio continua —emprat sobretot per aprofitar al màxim l'espai del papir, atès el seu preu elevat— afavoria la permanència de la lectura oralitzada i desencoratjava la pràctica de la lectura silenciosa, per tal com aquest tipus d'escriptura (sense separació entre paraules ni puntuació) era de difícil comprensió sense el suport de la veu.
No obstant això, existeixen proves documentals del fet que, ja aleshores, la lectura silenciosa, si més no, no era desconeguda: existeixen textos grecs del voltant del 430 aC que narren com alguns personatges llegeixen un text en silenci i, a continuació, l'expliquen oralment de manera resumida, no literal, a un interlocutor. L'actitud dels personatges d'aquests texts evidencia que en aquella època ja hi havia gent una minoria mínimament acostumada a llegir en silenci, mentre que d'altres no coneixien aquesta pràctica (sobretot els analfabets) o no hi estaven habituats.

## A l'antiga Roma
Pel que fa al món romà, Cavallo també afirma que la lectura en veu alta era la més habitual. L'oralitat en la lectura era tan important, segons Cavallo, que llegir poesia, per exemple, es considerava semblant a interpretar una partitura musical: eren aspectes claus de la lectura d'un text saber on calia respirar, on fer-hi pauses, quin to de veu emprar en cada frase, a quina velocitat llegir, l'expressió que calia emprar, etc.
La lectura en veu alta requeria un cert esforç: l'expressivitat necessària incloïa gestos, moviments de cap, moviments de braços, etc. (en conjunt, equivalia a una performance). A més, la lectura era una activitat lenta: el tipus de lletra podia dificultar la lectura (ateses les diferents cal·ligrafies, cursives, ornaments, etc.), el fet de llegir en veu alta en disminuïa la velocitat (a més, com més lentament hom llegia en veu alta, més clara i entenedora en resultava la pronúncia) i, finalment, la ja esmentada scriptio continua, introduïda a Roma a partir de la fi del segle i, dificultava la comprensió del text (encoratjava la lectura oral, per tal com l'oïda captava millor l'estructura textual que no pas la vista).
La lectura silenciosa al món romà era, igual que a la Grècia clàssica, poc habitual, tot i que no pas desconeguda. La importància que tenia la lectura de viva veu l'exemplifica molt bé el fet que, com també succeïa a la Grècia clàssica, era freqüent que els romans rics tinguessin esclaus lectors (August, per exemple, en tenia). En general, els qui tenien esclaus lectors sabien llegir, però preferien sentir el text en boca d'altri.

## A l'Edat Mitjana
Segons Malcolm Parkes, també a l'alta edat mitjana l'objectiu últim dels textos era la seva lectura en veu alta (pronuntiatio), cosa que requeria desxifrar prèviament el text (lectio) (la seva escructura), atès que es continuava escrivint en scriptio continua. Així doncs, en aquest període ja era habitual la lectura silenciosa, però només com a fase preparatòria (per comprendre bé el text) abans de poder dur a terme la lectura autèntica, la lectura oral. Els monjos practicaven la lectura de viva veu, o com a mínim en veu baixa, també per, citant Parkes, exercitar «la memoria auditiva y muscular de las palabras como base para la ‘meditatio'. El término empleado en las diversas Reglas para este tipo de lectura era ‘meditari literas' o ‘meditari psalmos» (hem indicat les cursives de Parkes amb cometes simples).
A partir del segle vi, la lectura silenciosa començà a tenir més importància. Entre altres motius, es considerava convenient posar-la en pràctica per tal que el lector no molestàs les persones del seu voltant. Sant Isidor considerava preferible aquesta manera de llegir perquè, segons la seva opinió, els texts es comprenien més fàcilment sense sentir-se la pròpia veu i, a més, la reducció en l'esforç físic requerit implicava una major retenció dels continguts del texts en la memòria.
Per tal de facilitar la lectura i fer-la més còmoda, es van realitzar una sèrie de simplificacions i millores en els texts: es van reduir el nombre de variants de les lletres, es van crear les majúscules, es van afegir espais per delimitar les paraules i es van afegir signes de puntuació. Desapareixia així la scriptio continua i es facilitava, doncs, la lectura silenciosa. Segons Svenbro, però, amb la desaparició de la scriptio continua, al segle vii, no n'hi hagué prou per popularitzar la lectura silenciosa a l'Edat Mitjana. Fou l'aparició de l'escolàstica la que la feu arrelar, atesos els seus avantatges envers la lectura de viva veu. Així i tot, la lectura silenciosa continuà essent desconeguda per a la major part de la població i encara al segle xii s'acostumava a llegir les cartes en veu alta.